# Міністерство енергетики і електрифікації Української РСР
Міністерство енергетики і електрифікації Української РСР — союзно-республіканське міністерство, входило до системи органів енергетики і електрифікації СРСР і підлягало в своїй діяльності Раді Міністрів УРСР і Міністерству енергетики і електрифікації СРСР.

## Історія
Створене 13 листопада 1962 року.

## Міністри енергетики і електрифікації УРСР
- Побєгайло Костянтин Михайлович (1962—1971)
- Макухін Олексій Наумович (1971—1982)
- Скляров Віталій Федорович (1982—1993)